# Söderhamn
Söderhamn − miasto w Szwecji, w regionie (szw. län) Gävleborg. Jest siedzibą gminy (szw. kommun) Söderhamn. Miasto położone jest ok. 250 km od Sztokholmu, ok. 60 km od Hudiksvall i ok. 406 km od Umeå.
W 2005 liczyło 12 056 mieszkańców. Mniej więcej połowa mieszkańców gminy (szw. kommun) mieszka w mieście Söderhamn. Największą atrakcją turystyczną miasta jest Oskarsborg, wieża wybudowana w 1895 na wzgórzu w pobliżu centrum miasta. Söderhamn jest jedną ze 133 szwedzkich miejscowości, posiadających status "miasta historycznego".
Polskim miastem partnerskim Söderhamn jest Szczecinek w woj. zachodniopomorskim.

## Ludzie związani z Söderhamn
- Arcybiskup Nathan Söderblom – laureat pokojowej nagrody Nobla 1930;[4]
- Jan Johansson – muzyk jazzowy;[4]
- Thomas Jutterström – muzyk jazzowy;[4]
- Anna “Sahlene" Sahlin – piosenkarka;[4]
- Monica Törnell – piosenkarka;[4]
- Petter Hansson – piłkarz.[4]

## Linki zewnętrzne

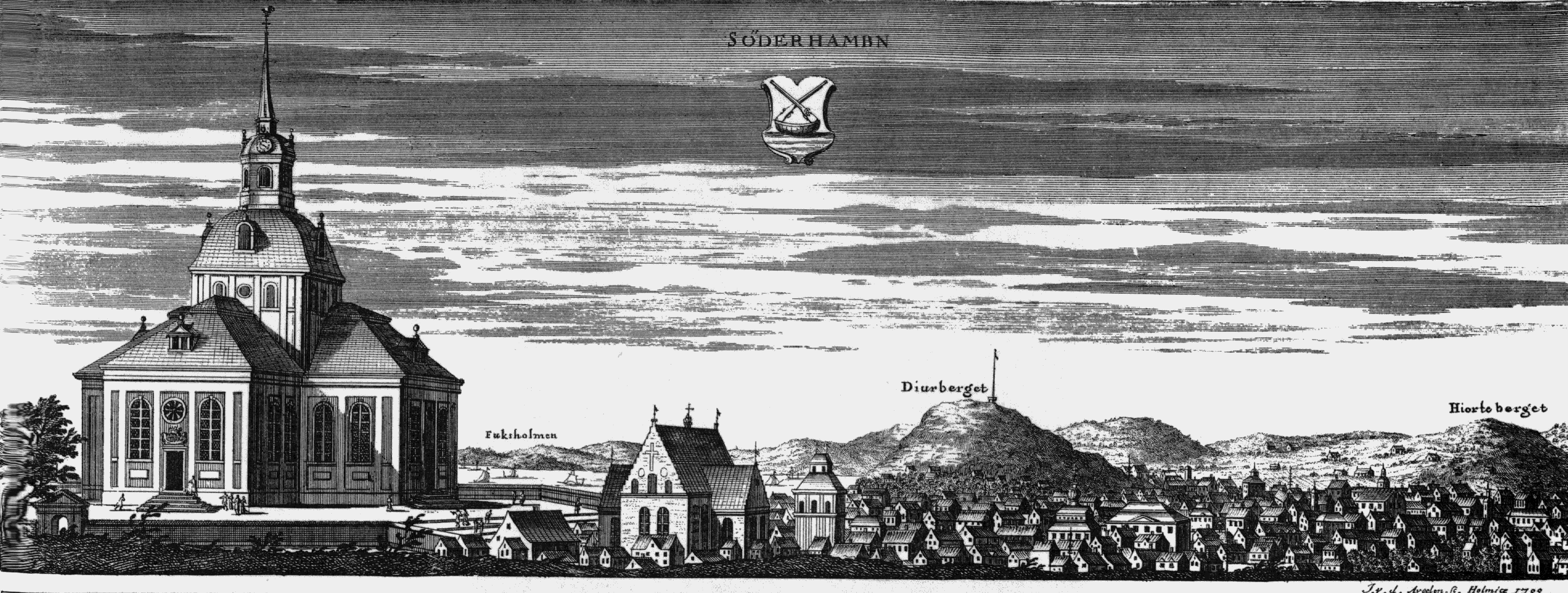
Söderhamn ok. roku 1700. Przedstawienie z Suecia Antiqua et Hodierna.

## Miasta partnerskie
- Szczecinek